# Nakahara en la provincia de Sagami
Nakahara en la provincia de Sagami (相州仲原 Sōshū Nakahara?) es una estampa japonesa o ukiyo-e obra de Katsushika Hokusai. Fue producida entre 1830 y 1832 como parte de las diez pinturas adicionales de la célebre serie Treinta y seis vistas del monte Fuji, a finales del período Edo. Muestra un concurrido camino que se desvía de la ruta Tokaidō para partir hacia el monte Ōyama, un destino religioso. La impresión retrata tanto lugareños de la antigua provincia de Sagami como peregrinos.

## Contexto

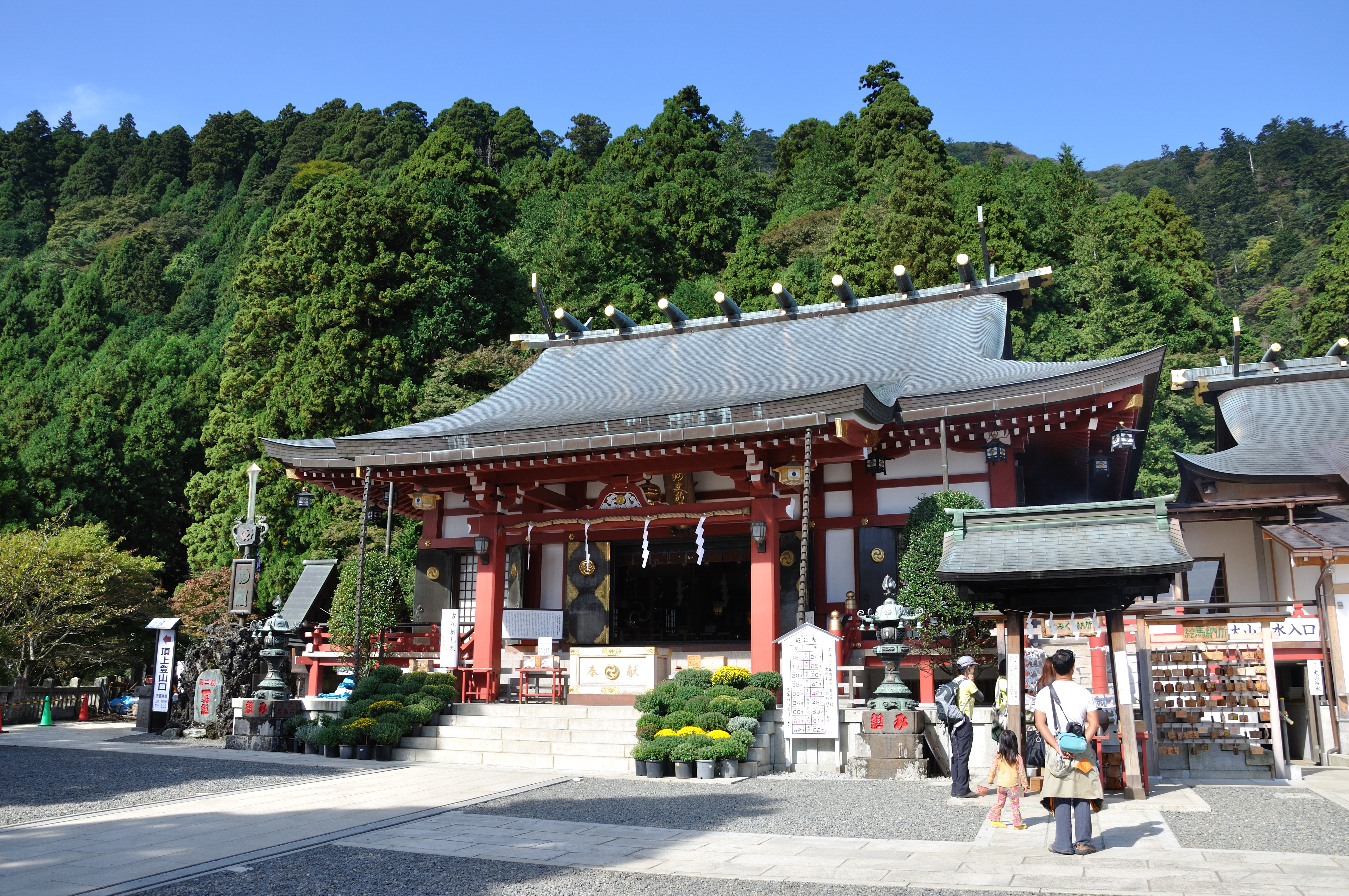
El santuario sintoísta Ōyama Afuri, en la montaña.

Nakahara es un distrito de la actual Hiratsuka, en la prefectura de Kanagawa. Allí, los peregrinos se desviaban de la Tokaidō para partir hacia el monte Ōyama, un antiguo lugar sagrado consagrado a Fudō Myō-ō. En su cima, solo accesible durante principios de otoño, descansa un santuario donde se encontraba la gran roca Ōyama sekison. Los campesinos acudían para rogar por la lluvia para sus cosechos, mientras que los ciudadanos de Edo pasaban por la zona en el regreso de escalar el monte Fuji u otras visitas a Enoshima o Kamakura.

## Descripción
La impresión sigue el formato ōban, en madera en color. Retrata tanto a gente local como a viajeros, con el puente sobre el río como punto focal y central de la composición. La estructura de madera es el escenario principal donde interactúan los personajes; la parte inferior de la impresión, ordenada y controlada, contrasta con la mitad superior menos enfocada.
De derecha a izquierda, las personas que pueblan el camino son un buhonero con su carga y un paraguas enrollado, un peregrino con bastón anillado y un santuario portátil, un granjero que intenta vender sus semillas, una mujer cargada con un bebé, varios bártulos y una palangana sobre la cabeza. Por el puente cruzan dos peregrinos, mientras que en la izquierda, a pie sobre las aguas poco profundas, un pescador se agacha sobre su cesta. La talla de piedra del dios Fudō Myō-ō al margen del camino marca la ruta hacia el monte Ōyama.
Al fondo se alza el monte Fuji, motivo recurrente de la serie pero que en esta impresión no es el tema central. La forma de la montaña se hace eco en la esquina inferior derecha mediante el techo de paja de la choza y los espantapájaros que cuelgan sobre el río, de manera que otorgan «más resonancia y equilibrio a la pieza». La elección de colores se basa en dos tonos de azul, naranja, amarillo y verde. La nube azul a la izquierda del Fuji y el margen superior se produjo mediante la técnica del bokashi («gradación de bloques»).